# Polyscias aequatoguineensis
Polyscias aequatoguineensis är en araliaväxtart som beskrevs av Lejoly och Lisowki. Polyscias aequatoguineensis ingår i släktet Polyscias och familjen Araliaceae. Inga underarter finns listade.